# Donja Livadica
Donja Livadica (em cirílico: Доња Ливадица) é uma vila da Sérvia localizada no município de Velika Plana, pertencente ao distrito de Podunavlje, na região de Veliko Pomoravlje. A sua população era de 1645 habitantes segundo o censo de 2011.

## Demografia
| 1948 | 1953 | 1961 | 1971 | 1981 | 1991 | 2002 | 2011 |
| ---- | ---- | ---- | ---- | ---- | ---- | ---- | ---- |
| 2700 | 2851 | 2856 | 2740 | 2766 | 2582 | 2053 | 1645 |